# 六等星の夜/悲しみはオーロラに/TWINKLE TWINKLE LITTLE STAR
「六等星の夜／悲しみはオーロラに／TWINKLE TWINKLE LITTLE STAR」（ろくとうせいのよる/かなしみはオーロラに/トゥインクル トゥインクル リトル スター）は、Aimerのメジャー・デビュー・シングル。2011年9月7日にDefSTAR RECORDSから発売された。

## 概要
プロデュースはagehasprings。全ての曲にタイアップがついているトリプルA面仕様。「六等星の夜」はアニメ『NO.6』のエンディングテーマ、「悲しみはオーロラに」はUHB『mignon・ヌーボー里田まいのしゃかりき!』2011年8月度エンディングテーマ としてそれぞれ使用されている。初回仕様限定盤は星屑クリアトレイ仕様で、アニメ『NO.6』のエンディングムービー絵コンテが封入されている。
「六等星」とは、肉眼で確認が出来る星の中でもっとも暗い星の総称である。

## 批評
『CDジャーナル』は、「UA風の声質と中島美嘉の佇まいをミックスさせたような独創的な歌唱が魅力」と評した。

## 収録曲
1. 六等星の夜 (5:35)
作詞：aimerrhythm　作曲・編曲：飛内将大　ストリングス：釣俊輔
2. 悲しみはオーロラに (4:24)
作詞：aimerrhythm　作曲・編曲：飛内将大　ストリングス：釣俊輔
1stアルバム『Sleepless Nights』ではリアレンジバージョンが収録されており、シングルバージョンは本作のみに収録されている。近年のライブではシングルバージョンが演奏されることが多い。
3. TWINKLE TWINKLE LITTLE STAR (2:04)
英詞：ジェーン・テイラー　作曲：フランス民謡　編曲：玉井健二、飛内将大

## 参加ミュージシャン
- 飛内将大 - プログラミングと楽器演奏

## 制作クレジット
- エグゼクティブ・プロデューサー - 小林和之、玉田勝吾、玉井健二
- Directed & Organized - 鳥巣亮太、森岡英貴 (agehasprings)

- レコーディング・エンジニア - 森真樹
- ミキシング・エンジニア - Kenichi Nakamura (M-1)、熊坂敏 (M-2,3)
- マスタリング・エンジニア - 茅根裕司

- アート・ディレクション＆デザイン - 松田剛
- フォトグラファー - 加藤アラタ
- スタイリスト - さくらいかおり
- ヘアメイクアーティスト - 大西あけみ

## リリース日一覧
| 地域 | リリース日     | レーベル        | 規格                   | カタログ番号  | 備考                |
| ---- | -------------- | --------------- | ---------------------- | ------------- | ------------------- |
| 日本 | 2011年9月7日   | DefSTAR RECORDS | 12cmCD                 | DFCL 1794     |                     |
| 日本 | 2011年12月14日 | DefSTAR RECORDS | デジタル・ダウンロード | 30187898      | レコチョク          |
| 日本 | 2012年10月1日  | DefSTAR RECORDS | デジタル・ダウンロード | 4560429772941 | mora AAC-LC 320kbps |
| 日本 | 2012年11月7日  | DefSTAR RECORDS | デジタル・ダウンロード | 569972609     | iTunes Store        |
| 日本 | 2013年10月23日 | DefSTAR RECORDS | デジタル・ダウンロード | B00FSB6QU4    | Amazon.co.jp        |
| 日本 | 2014年4月1日   | DefSTAR RECORDS | デジタル・ダウンロード | A33542161     | レコチョク          |
| 日本 | 2014年4月1日   | DefSTAR RECORDS | デジタル・ダウンロード | 4560429772941 | mora AAC-LC 320kbps |
| 日本 | 2014年4月1日   | DefSTAR RECORDS | デジタル・ダウンロード | B00FSB6QU4    | Amazon.co.jp        |

## タイアップ
| 曲名                            | タイアップ                                                                               |
| ------------------------------- | ---------------------------------------------------------------------------------------- |
| 「六等星の夜」                  | フジテレビ系『ノイタミナ』枠内放送アニメ『NO.6』エンディングテーマ                       |
| 「六等星の夜」                  | エフエム岩手 9月度「Posh!」エンディングテーマ                                            |
| 「六等星の夜」                  | エフエム山口 9月度 「MONTHLY PICK UP」Daytime Street エンディングテーマ                  |
| 「六等星の夜」                  | エフエム愛媛 9月度 「P-up!Morning」Have a Nice Music                                     |
| 「六等星の夜」                  | エフエム高知 9月度 「Hi-Six Radio JAM」ENDING Power Play                                 |
| 「六等星の夜」                  | FM802 2011年9月度 ヘビーローテーション曲                                                 |
| 「悲しみはオーロラに」          | 北海道文化放送『ミニョン・ヌーボー 里田まいのしゃかりき!』 2011年8月度エンディングテーマ |
| 「悲しみはオーロラに」          | 東日本放送『ピカピカ☆チョイス!』 2011年8月度エンディングテーマ                           |
| 「悲しみはオーロラに」          | RKB毎日放送『チャートバスターズR!』 2011年9月度エンディングテーマ                        |
| 「悲しみはオーロラに」          | 熊本県民テレビ『ROCKET COMPLEX』 2011年9月度エンディングテーマ                           |
| 「TWINKLE TWINKLE LITTLE STAR」 | 学生緊急事態対策本部『STARS 4 TOKYO SKY PROJECT』テーマソング                            |